# FreePass〜音楽専科〜
『FreePass〜音楽専科〜』（フリーパス おんがくせんか）は、2009年3月28日までテレビせとうちで放送された音楽番組。全484回。

## 概要
11年6か月間にわたって放送されていた長寿番組で、岡山県・香川県ゆかりのバンドや地元で行われるライブの情報などをメジャー・インディーズを問わずに紹介していた。番組が流すビデオメッセージでは、矢沢永吉、桑田佳祐、浜崎あゆみ、GLAY、EXILE、Dragon Ash、コブクロ、モーニング娘。、AKB48などの大物アーティストが登場することもあった。
この番組は、一時期ケーブルテレビの岡山ネットワーク（oniビジョン）でも放送されていたことがある。その当時は、番組を後日改めて視聴できるのはoniビジョンのケーブル加入者のみに限られていたが、後にテレビせとうち自身が再放送を行うようになった。また、2006年11月25日放送分よりハイビジョン制作へと移行した。

## 放送時間
時刻はいずれもJST。

### FreePass〜音楽専科〜
- 毎週日曜 24:20 - 24:35 （2001年3月まで）
- 毎週日曜 24:35 - 24:50 （2001年4月 - 2004年3月）
- 毎月第4月曜 24:55 - 25:25 （2004年4月 - 2005年3月） - 『FreePass〜音楽専科〜 月いち深夜版』と題して放送。
- 毎週土曜 25:15 - 25:30 （2005年4月 - 2007年2月頃）
- 毎週土曜 25:25 - 25:40 （2007年3月頃 - 2009年3月）

### FreePass〜音楽専科〜（再放送）
- oniビジョンで週4回のリピート放送を実施（2001年1月 - 2002年頃）
- 毎週土曜 25:10 - 25:25 （2003年1月 - 2003年3月）
- 毎週日曜 24:35 - 24:50 （2005年4月 - 2007年2月頃）

### FreePassReMIX
一時期番組の再放送枠を使って放送していた別バージョン番組。
- 毎週土曜 25:15 - 25:30 （2003年3月 - 2004年3月）
- 毎月第2木曜 26:30 - 27:00 （2004年9月 - 2005年3月） - 『FreePass〜音楽専科〜 月いち深夜版ReMIX』と題して放送。

## ナビゲーター
- 奈央子（テレビせとうち社員、2000年4月 - 2001年2月） - Naoko名義で出演。
- 山野智子（テレビせとうち社員） - Tomoko名義で出演。
- 中島有香（テレビせとうちアナウンサー）
- 西野友子（テレビせとうちアナウンサー、2008年4月 - 2009年3月）